# Dekanat Suwałki – św. Benedykta i Romualda
Dekanat Suwałki – św. Benedykta i Romualda – jeden z 22 dekanatów w rzymskokatolickiej diecezji ełckiej.

## Parafie
W skład dekanatu wchodzi 7 parafii:
- parafia Ducha Świętego – Kaletnik
- parafia Bożego Ciała – Suwałki
- parafia Chrystusa Króla – Suwałki
- parafia Najświętszego Serca Pana Jezusa – Suwałki
- parafia św. Aleksandra – Suwałki
- parafia św. Brata Alberta Chmielowskiego – Suwałki
- parafia św. Kazimierza Królewicza – Suwałki

## Sąsiednie dekanaty
Sejny, Suwałki – Ducha Świętego, Suwałki – Miłosierdzia Bożego